# Lluís Labarta i Grañé
Lluís Labarta i Grané (Barcelona 4 d'abril de 1852 - Barcelona, 29 de desembre de 1924) fou un il·lustrador, figurinista i decorador català.

## Biografia
Fill de Dionís Labarta i Badia d'ofici forner, natural de Pina de Ebro i de Paula Grané o Grañé i Regassol natural de Caldes de Montbui. Casat amb Beatriu Planas i Trulls. Deixeble i gendre del gravador Eusebi Planas i pare del pintor noucentista Francesc Labarta. El procés formatiu al costat de Francesc Soler i Rovirosa i Maurici Vilomara determinà el signe de la seva orientació professional.
Inicià la seva vinculació al món teatral amb la decoració dels teatres Principal i Espanyol de Barcelona. Posteriorment, reconduí la seva activitat creativa i esdevingué un important autor de figurins teatrals. Complementà les seves inquietuds artístiques amb l'exercici de la docència, com a professor d'indumentària a l'Institut del Teatre.

## Fons
El Centre de Documentació i Museu de les Arts Escèniques conserva 547 figurins del artista. Es poden visualitzar a l'Escena Digital del MAE.